# Урзікуца (комуна)
Урзікуца (рум. Urzicuța) — комуна у повіті Долж в Румунії. До складу комуни входять такі села (дані про населення за 2002 рік):
- Урзіка-Маре (632 особи)
- Урзікуца (2516 осіб)

Комуна розташована на відстані 209 км на захід від Бухареста, 41 км на південний захід від Крайови.

## Населення
За даними перепису населення 2002 року у комуні проживали 3148 осіб.
Національний склад населення комуни:
| Національність | Кількість осіб | Відсоток |
| -------------- | -------------- | -------- |
| румуни         | 2485           | 78,9%    |
| цигани         | 573            | 18,2%    |
| болгари        | 6              | 0,2%     |

Рідною мовою назвали:
| Мова       | Кількість осіб | Відсоток |
| ---------- | -------------- | -------- |
| румунська  | 2720           | 86,4%    |
| циганська  | 421            | 13,4%    |
| болгарська | 6              | 0,2%     |
| німецька   | 1              | < 0,1%   |

Склад населення комуни за віросповіданням:
| Релігія                             | Кількість осіб | Відсоток |
| ----------------------------------- | -------------- | -------- |
| православні                         | 3130           | 99,4%    |
| бретрени                            | 7              | 0,2%     |
| адвентисти                          | 6              | 0,2%     |
| римо-католики                       | 1              | < 0,1%   |
| п'ятдесятники                       | 1              | < 0,1%   |
| греко-католики                      | 1              | < 0,1%   |
| лютерани (Аугсбурзького сповідання) | 1              | < 0,1%   |